# Acanthomuricea biserialis
Acanthomuricea biserialis is een zachte koraalsoort uit de familie Plexauridae. De koraalsoort komt uit het geslacht Acanthomuricea. Acanthomuricea biserialis werd in 1903 voor het eerst wetenschappelijk beschreven door Hentschel. 